# Wasa Kilaniu
Wasa Kilaniu (gr. Βάσα Κοιλανίου) – wieś w Republice Cypryjskiej, w dystrykcie Limassol. W 2011 roku liczyła 163 mieszkańców.